# 乖
【乖】 — китайський ієрогліф.  Дуже рідко використовується на письмі в японській мові.

## Значення
1. відвертатися.
1) суперечити.
2) відрізнятися.
3) повставати.
4) віддалятися; розлучатися.
2. злий, лихий.
3. розумнецький, хитрий.

Ключ: 4 (丿 + 7);  Кількість рисок: 8.
Введення ієрогліфа методом цанзє: 竹十中心 (HJLP); Введення ієрогліфа чотирикутним методом: 20111. .

## Прочитання
| Китайська         |                   |                   |                   |                 |                 |
| Мандаринська мова | Мандаринська мова | Мандаринська мова | Мандаринська мова | Кантонська мова | Кантонська мова |
| чжуїнь            | піньїнь           | Вейд-Джайлз       | кирилиця          | ютпхін          | Єль             |
| ㄍㄨㄞ            | guāi (guai1)      | kuai1             | гуай              | gwaai1          | gwaai1          |

| Корейська |          |               |              |          |            |
|           | хангиль  | стара латинка | нова латинка | Єль      | кирилиця   |
| Звук:     | 괴       | koe           | goe          | koy      | кве        |
| Назва:    | 어그러질 | ǒgǔrǒjil      | eogeureojil  | ekulecil | окироджіль |

| Японська |         |         |          |
|          | кана    | латинка | кирилиця |
| Он:      | かい け | kai ke  | кай ке   |
| Кун:     | そむく  | somuku  | сомоку   |
| Ім'я:    | —       | —       | —        |